# Cynthia Reekmans

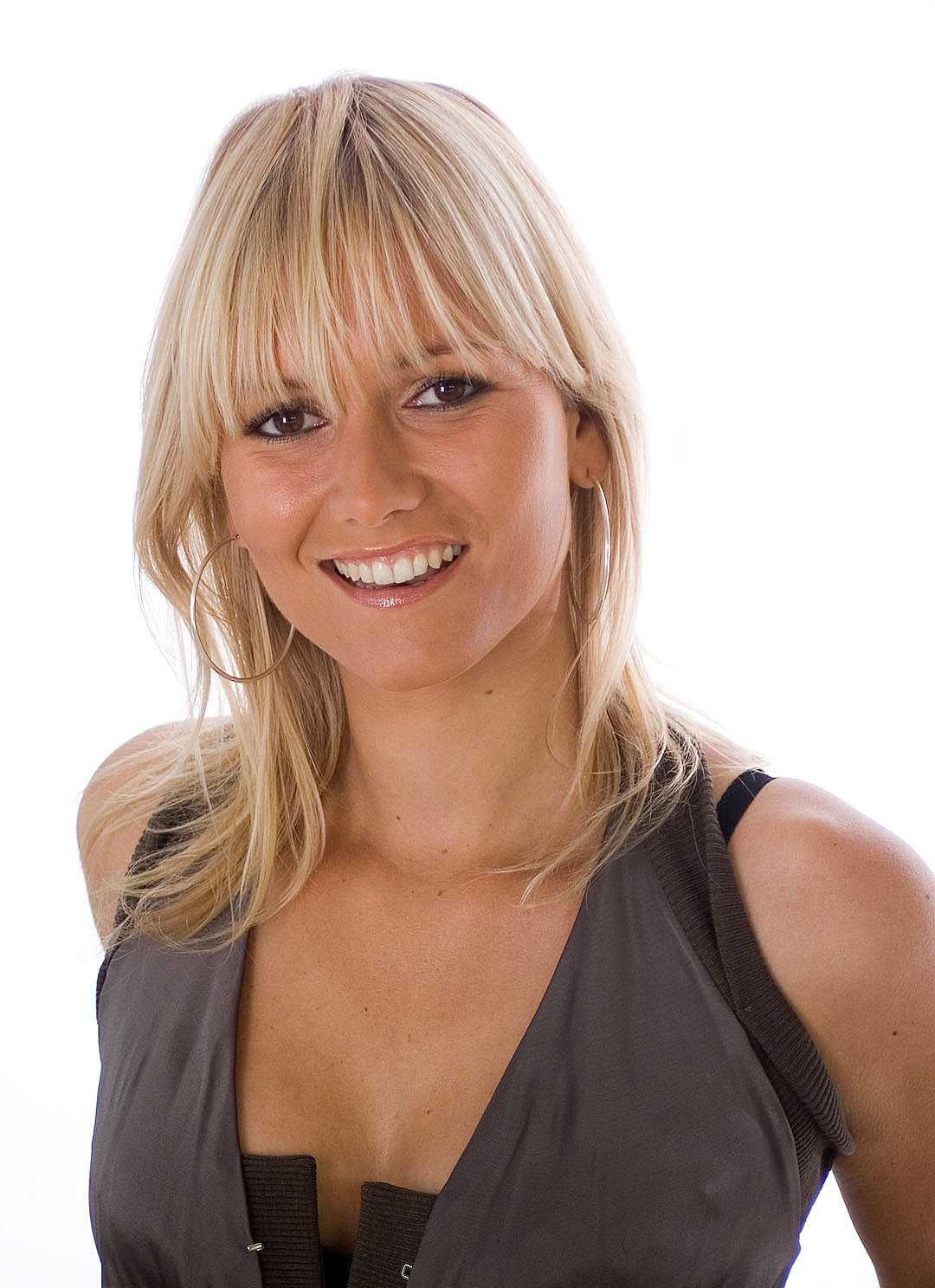
Cynthia Reekmans

Cynthia Reekmans (Herk-de-Stad, 7 april 1982) is een Vlaamse presentatrice en mediafiguur.
Reekmans groeide op in haar geboorteplaats. Tijdens haar middelbare studies volgde ze de Grieks-Latijnse richting. In haar vrije tijd spendeerde ze 7 uur per week aan klassiek en jazzballet bij een showgroep in Sint Truiden. Met deze groep trad ze op in heel België. In het schooltoneel speelde zij de hoofdrol in het stuk De heks van Mechelen.
Toen haar ingangsexamen bij Studio Herman Teirlinck geen positief vervolg kende, besloot Reekmans Romaanse talen te gaan studeren aan de Katholieke Universiteit Leuven. In haar tweede licentie koos ze ervoor om op Erasmus te gaan naar Parijs. In juni 2005 studeerde zij met onderscheiding af als licentiate in de Romaanse talen.
Op het einde van haar laatste jaar werd ze in Leuven aangesproken om deel te nemen aan Miss Belgian Beauty 2005. Na enige aarzeling stuurde ze een brief naar Ignace Crombé. Cynthia Reekmans werd een klein jaar later gekroond tot de 14de Miss Belgian Beauty.  Ze werd officieel gehuldigd in de Markthallen van Herk-de-Stad.
Cynthia was studiogast in verschillende talkshows en deed mee aan het Swingpaleis en enkele quizzen.  In de zomer van 2006 nam ze deel aan het JIMtv-programma Celebrity Fitness. Eind 2006 was Cynthia te zien in Big Brother Vips.
Presenteren deed ze met Michel Wuyts voor de persconferentie Azencross Loenhout, met Ignace Crombé op Animô’s Sinterklaasfeest, alsook praatte ze met Johan Verstreken de Avond van de Sport in het Casino van Knokke aan elkaar.
Zij zette ze zich in voor diverse goede doelen. Ze aanvaardde het meterschap voor het revalidatiecentrum in Herk-de-Stad, was aanwezig op een activiteit voor ziekenhuisclowns en brak het wereldrecord polonaisedansen tijdens de Twinsporten in Halen.
Reekmans presenteerde op TV Limburg het live namiddagprogramma STUDIOTVL, telkens van 15u tot 18u. Ze  werkte ook als PR- en marketingverantwoordelijke voor United Telecom. Daarnaast zat zij in de promotie van het BK Motorcross en verzorgde zij voor Motors-tv een programma rond The United Telecom Trophy. 
Van 2015 tot einde november 2016 was Cynthia PR-dame en communuicatiemedewerkster van voetbalclub STVV en Stayen. Daarna gaf ze parttime les aan de Hogeschool UCLL. Vanaf juli 2017 is ze communicatie en marketingmanager van het Hasseltse bedrijf Cent Pur Cent.
Sinds september 2020 interviewt ze bedrijfsleiders uit diverse sectoren voor het programma MT in The City op de zender Kanaal Z, en presenteert ze haar eigen lifestyleprogramma My Beautiful Life op TV Plus. Ook presenteert ze af en toe nog programma's op TV Limburg. Naast deze bezigheden verzorgt Cynthia nog presentaties en doet ze fotoshoots en acte de présences. 